# Elina Vähälä
Elina Vähälä (Iowa City, 15 ottobre 1975) è una violinista finlandese.

## Biografia
Vähälä iniziò i suoi studi di violino all'età di tre anni presso il conservatorio di Lahti dove i suoi insegnanti erano Seppo Reinikainen e Pertti Sutinen. Studiò anche alla scuola di violino di Kuhmo con Zinaida Gilel's, Il'ja Grubert e Pavel Vernikov. All'Accademia Sibelius l'insegnante di Vähälä era Tuomas Haapanen.
Vähälä fece il suo debutto come concertista a 12 anni con l'Orchestra Sinfonica Lahti. L'orchestra stessa, sotto la guida di Osmo Vänskä, la nominò come "The Young Master Soloist" per la stagione 1993/94. Da allora Vähälä ha collaborato regolarmente con la Lahti Symphony, esibendosi come loro solista anche in tour in Svezia, Regno Unito, Sud America ed Europa centrale.
Elina Vähälä è il vincitore dei 1999 Young Concert Artists International Auditions di New York. Ha dato il suo debutto a New York al 92nd Street Y del 1999 con successo di critica. Vähälä si è esibita con diverse orchestre, tra cui l'Orchestra filarmonica di Helsinki, la Finnish Radio Symphony Orchestra, Turku e Tampere Philharmonic, come con la Minnesota Orchestra, l'Orchestra Sinfonica di Detroit, la Simon Bolivar Youth Orchestra, la Nashville Symphony Orchestra e l'Orchestra Sinfonica Giapponese Yomiuri. Ha lavorato con i direttori Leonard Slatkin, Okko Kamu, Sakari Oramo, Sir Jeffrey Tate, Eiji Oue, Carlos Kalmar, Jukka-Pekka Saraste, Leif Segerstam, Hannu Lintu, Jakub Hrusa, e fatto tour per tutto il Regno Unito, Germania, Cina, Corea e Nord and Sud America. Nel 2008 fu scelta per esibirsi in un concerto a Oslo, per la cerimonia di assegnazione del Premio Nobel per la Pace, che fu trasmesso per televisione in tutto il mondo.
Elina Vähälä ha dato le prime mondiali del Concerto da Camera di Aulis Sallinen e del Doppio Concerto di Curtis Curtis-Smith, entrambi scritti per lei ed il pianista-direttore Ralf Gothóni. Inoltre, Vähälä diede la prima esecuzione Nordica del Violin Concerto The Red Violin di John Corigliano ed ha commissionato un nuovo concerto per violino al compositore Jaakko Kuusisto. Entrambi i concerti di Corgiliano e Kuusisto furono registrati per la BIS nel 2012 e pubblicati nel 2013.
Nel settembre 2015 Vähälä eseguì la versione originale, raramente ascoltata, del Concerto per violino di Sibelius con la Finnish Radio Orchestra, diretto da Hannu Lintu.
Vähälä è un membro fondatore dell'Accademia del violino (Viuluakatemia Ry). Finanziata dalla Fondazione Culturale Finlandese, l'Accademia è un progetto educativo basato su una master class per giovani violinisti finlandesi selezionati, dotati di grande talento.
Vähälä ha lavorato come docente di violino alla Hochschule für Musik Detmold 2009-2012 e da aprile 2012 è docente presso la Hochschule für Musik di Karlsruhe.
Lo strumento di Elina Vähälä è un violino Giovanni Battista Guadagnini del 1780.

## Concerti importanti
- 2008 Concerto al Premio Nobel per la Pace